# アメリカ合衆国憲法修正第20条
アメリカ合衆国憲法修正第20条（アメリカがっしゅうこくけんぽうしゅうせいだい20じょう、英:Twentieth Amendment to the United States Constitution、あるいはAmendment XX）は、選出された合衆国政府役職者任期の開始と終了について詳細な取り扱いを定めている。さらにこの修正条項は、次期大統領に選ばれてまだ就任していない者が単独で、あるいは同様に次期副大統領に選ばれてまだ就任していない者と共に、執務できないとき、あるいは存在しないときのシナリオを扱っている。

## 背景

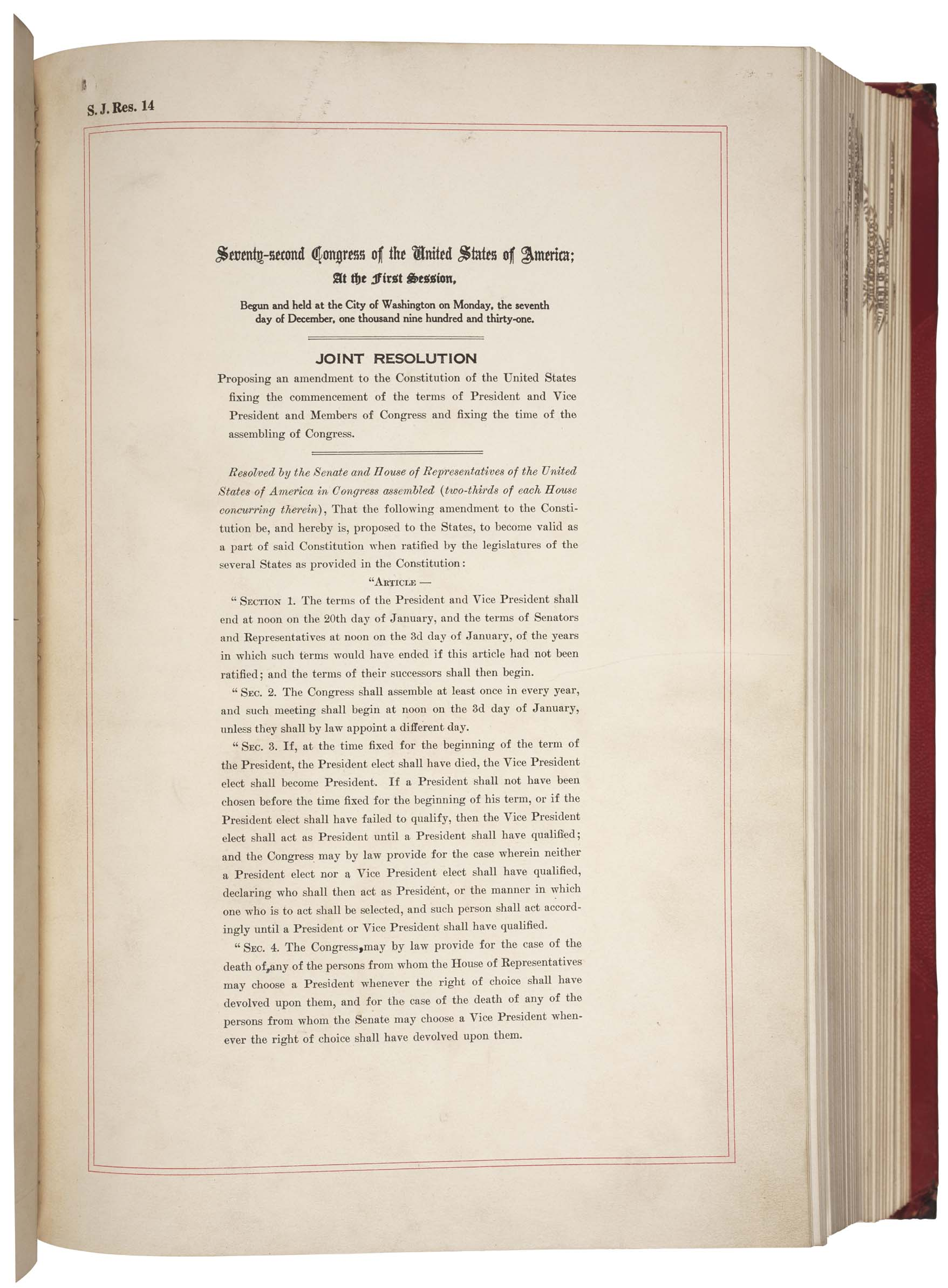
アメリカ国立公文書記録管理局に保管されているアメリカ合衆国憲法修正第20条1ページ

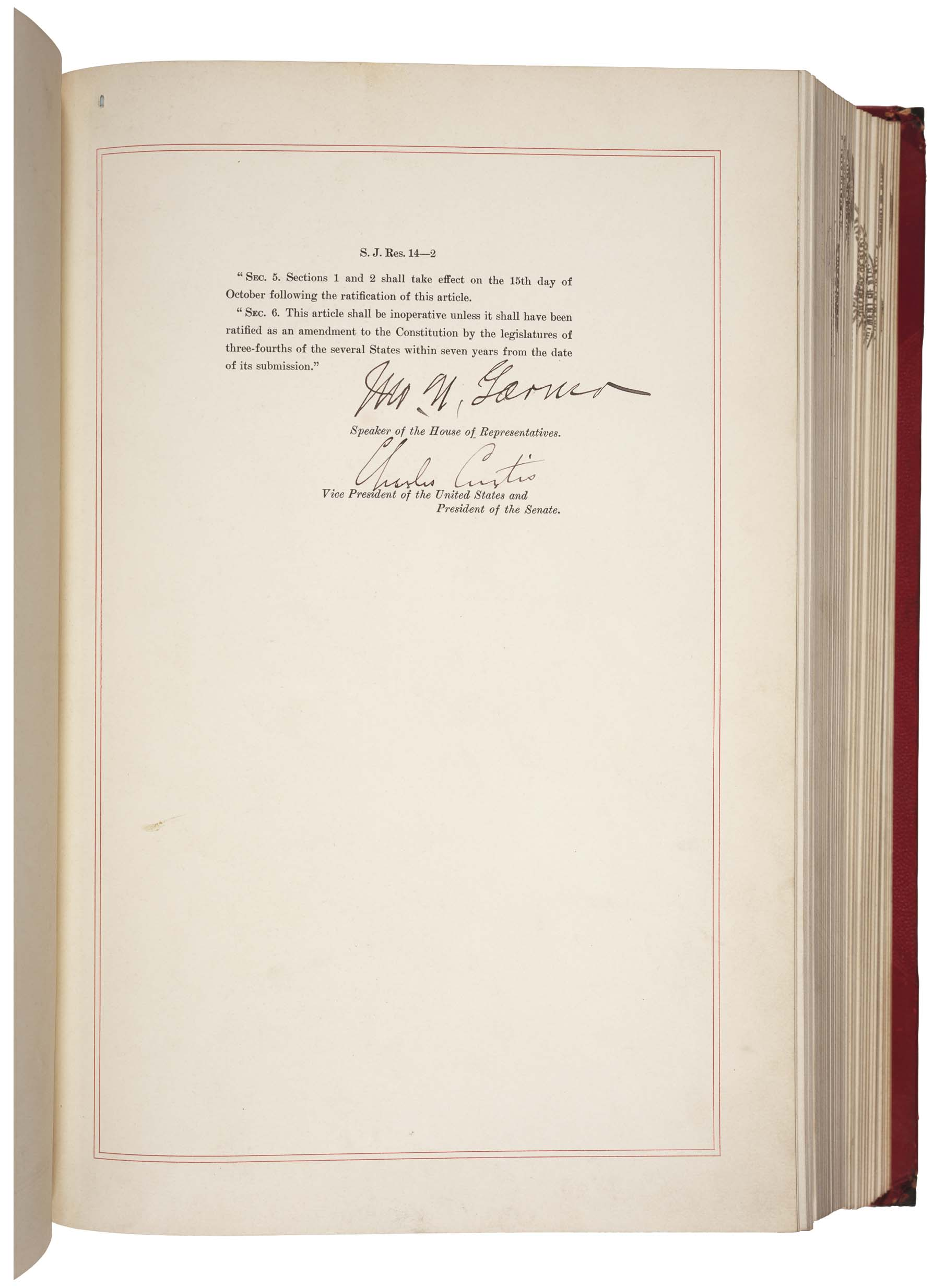
同じく2ページ

修正の目的は、大統領と議会議員が選ばれてからその任期が始まるまでの期間を短くすることだった。当初採択された憲法では、大統領、副大統領および議会議員の任期は、選挙が行われた4ヶ月後の3月4日に始まった。この期間は、新しく選ばれた役職者達が私事を片付けて続いて故郷から国の首都まで骨の折れる旅をしてくるまでに数ヶ月を要していた18世紀には必要なことだったが、鉄道網や道路網が発達した20世紀には政府の機能を遅らせる効果しかなかった。この弊害は、1860年に大統領に選出されたエイブラハム・リンカーンが1861年3月4日に就任する前に、南部7州が合衆国から脱退し、2月4日にアメリカ連合国を結成した時に特に顕著に現れた。また1932年にフランクリン・ルーズベルトが選ばれていたにも拘らず、ハーバート・フーバーのレーム・ダック（死に体政権）が残っていたために世界恐慌が悪化したということもあった。
当初の憲法第1条第4節第2項では、議会は少なくとも年1回12月に招集されることになっていた。これは各選挙の後では義務的な「レイムダック」会期になった。
修正条項は1933年1月23日に批准されたが、第5節の規定ゆえに、1933年の第73会期あるいは大統領ルーズベルトおよび副大統領ジョン・N・ガーナーの就任には効力が無かった。
この修正条項が批准されてからわずか23日後の1933年2月15日、大統領当選者ルーズベルトはジュゼッペ・ザンガラの暗殺目標になり、未遂となった。もしこの暗殺が成功しておれば、第3節に従って、ガーナーが大統領就任宣誓の日（1933年3月4日）に大統領として宣誓するところだった。
第1節に従った最初の議会会期は1935年1月3日開始の第74会期だった。第1節に従った最初の大統領と副大統領の任期は1937年1月20日に始まった大統領ルーズベルトおよび副大統領ガーナーの任期だった。

## 提案と批准
アメリカ合衆国議会は修正第20条を1932年3月2日に提案した。続いて次の州が批准した。
1. バージニア州 (1932年3月4日)
2. ニューヨーク州 (1932年3月11日)
3. ミシシッピ州 (1932年3月16日)
4. アーカンソー州 (1932年3月17日)
5. ケンタッキー州 (1932年3月17日)
6. ニュージャージー州 (1932年3月21日)
7. サウスカロライナ州 (1932年3月25日)
8. ミシガン州 (1932年3月31日)
9. メイン州 (1932年4月1日)
10. ロードアイランド州 (1932年4月14日)
11. イリノイ州 (1932年4月21日)
12. ルイジアナ州 (1932年6月22日)
13. ウエストバージニア州 (1932年7月30日)
14. ペンシルベニア州 (1932年8月11日)
15. インディアナ州 (1932年8月15日)
16. テキサス州 (1932年9月7日)
17. アラバマ州 (1932年9月13日)
18. カリフォルニア州 (1933年1月4日)
19. ノースカロライナ州 (1933年1月5日)
20. ノースダコタ州 (1933年1月9日)
21. ミネソタ州 (1933年1月12日)
22. アリゾナ州 (1933年1月13日)
23. モンタナ州 (1933年1月13日)
24. ネブラスカ州 (1933年1月13日)
25. オクラホマ州 (1933年1月13日)
26. カンザス州 (1933年1月16日)
27. オレゴン州 (1933年1月16日)
28. デラウェア州 (1933年1月19日)
29. ワシントン州 (1933年1月19日)
30. ワイオミング州 (1933年1月19日)
31. アイオワ州 (1933年1月20日)
32. サウスダコタ州 (1933年1月20日)
33. テネシー州 (1933年1月20日)
34. アイダホ州 (1933年1月21日)
35. ニューメキシコ州 (1933年1月21日)
36. ジョージア州 (1933年1月23日)
37. ミズーリ州 (1933年1月23日)
38. オハイオ州 (1933年1月23日)
39. ユタ州 (1933年1月23日)

批准は4分の3の州の批准により1933年1月23日に完了した。この修正条項は後に次の州によっても批准された。
1. マサチューセッツ州 (1933年1月24日)
2. ウィスコンシン州 (1933年1月24日)
3. コロラド州 (1933年1月24日)
4. ネバダ州 (1933年1月26日)
5. コネチカット州 (1933年1月27日)
6. ニューハンプシャー州 (1933年1月31日)
7. バーモント州 (1933年2月2日)
8. メリーランド州 (1933年3月24日)
9. フロリダ州 (1933年4月26日)